# 基奧卡克縣 (愛阿華州)
基奧卡克县（英語：Keokuk County）是美國愛荷華州東南部的一個縣。面積1,502平方公里。根據美國2000年人口普查，共有人口11,400人。縣治錫格尼（Sigourney）。
成立於1837年12月21日，縣政府成立於1844年2月5日，3月1日生效。縣名紀念索克人酋長基奧卡克。